# Microselia texana
Microselia texana är en tvåvingeart som beskrevs av Ronald Henry Lambert Disney 1982. Microselia texana ingår i släktet Microselia och familjen puckelflugor. Inga underarter finns listade i Catalogue of Life.